# Retaule d'Escalarre
El retaule d'Escalarre és un retaule gòtic atribuït al Mestre de Son, creat a finals del segle xv, procedent de l'església de Sant Martí d'Escalarre (la Guingueta d'Àneu, Pallars Sobirà). Conté escenes de la vida de Jesús i de sant Martí.
Entre els anys 1903 i 1913 fou desmembrat i venut i desaparegué així del seu emplaçament original. El 2004, l'historiador de l'art Albert Velasco i Gonzàlez amb la col·laboració l'Ecomuseu de les Valls d'Àneu en localitzà dos fragments al Fogg Art Museum de la Universitat Harvard, a Cambridge (Estats Units), gràcies a una fotografia de l'interior de l'església de l'any 1906 de l'arxiu privat de Joaquim Morelló i Nart. Durant els anys següents, entre 2004 i 2019, Velasco localitzà vuit compartiments del retaule a Londres, Nova York i Lucerna; encara en falten uns dotze més per trobar.

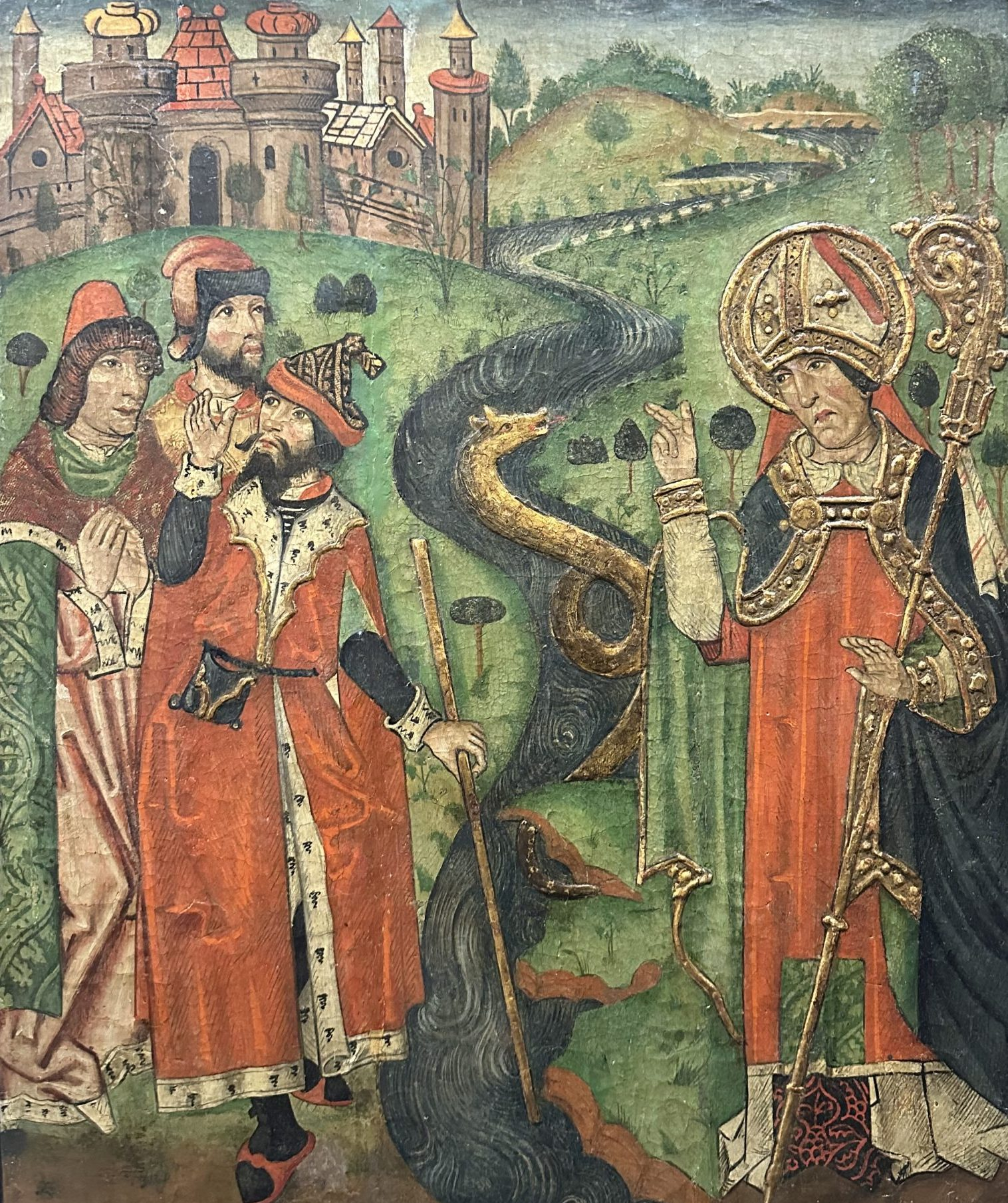
Escena del Miracle de Sant Martí, recuperat el 2024.

L'estiu de 2024 el Departament de Cultura de la Generalitat de Catalunya adquiria una taula, on hi ha representat el Miracle de Sant Martí, a  l'antiquari Albert Martí Palau que l'havia obtingut en una subhasta a Suïssa.  La peça va dipositar-se a l'Ecomuseu de les Valls d’Àneu.